# Brachyodina niveioscula
Brachyodina niveioscula är en tvåvingeart som beskrevs av Lindner 1949. Brachyodina niveioscula ingår i släktet Brachyodina och familjen vapenflugor.
Artens utbredningsområde är Guyana. Inga underarter finns listade i Catalogue of Life.